# Nuoto ai campionati mondiali di nuoto 2024 - 200 metri stile libero femminili
La gara degli 200 metri stile libero femminili dei campionati mondiali di nuoto 2024 si è svolta il 13 e 14 febbraio 2024 presso l'Aspire Dome di Doha.

## Podio
| Pos.    | Atleta            | Nazione       |
| ------- | ----------------- | ------------- |
| Oro     | Siobhán Haughey   | Hong Kong     |
| Argento | Erika Fairweather | Nuova Zelanda |
| Bronzo  | Brianna Throssell | Australia     |

## Record
Prima della manifestazione il record del mondo (RM) e il record dei campionati (RC) erano i seguenti.
|  | 1'52"85 | Mollie O'Callaghan | 26 luglio 2023 Fukuoka |
|  | 1'52"85 | Mollie O'Callaghan | 26 luglio 2023 Fukuoka |

Durante la competizione non sono stati migliorati record.

## Programma
| Data             | Ora (UTC+3) | Turno      |
| ---------------- | ----------- | ---------- |
| 13 febbraio 2024 | 9:45        | Batterie   |
| 13 febbraio 2024 | 20:13       | Semifinali |
| 14 febbraio 2024 | 19:17       | Finale     |

## Risultati

### Batterie
| Pos. | Batteria | Corsia | Atleta                   | Nazionalità         | Tempo   | Note |
| ---- | -------- | ------ | ------------------------ | ------------------- | ------- | ---- |
| 1    | 3        | 5      | Li Bingjie               | Cina                | 1'57"16 | Q    |
| 2    | 3        | 4      | Erika Fairweather        | Nuova Zelanda       | 1'57"40 | Q    |
| 3    | 5        | 3      | Nikolett Pádár           | Ungheria            | 1'57"42 | Q    |
| 4    | 5        | 4      | Siobhán Haughey          | Hong Kong           | 1'57"62 | Q    |
| 5    | 3        | 3      | Ai Yanhan                | Cina                | 1'58"06 | Q    |
| 6    | 5        | 5      | Marrit Steenbergen       | Paesi Bassi         | 1'58"18 | Q    |
| 7    | 4        | 6      | Maria Fernanda Costa     | Brasile             | 1'58"22 | Q    |
| 8    | 4        | 5      | Barbora Seemanová        | Rep. Ceca           | 1'58"25 | Q    |
| 9    | 4        | 3      | Brianna Throssell        | Australia           | 1'58"29 | Q    |
| 10   | 5        | 2      | Addison Sauickie         | Stati Uniti         | 1'58"33 | Q    |
| 11   | 4        | 4      | Shayna Jack              | Australia           | 1'58"40 | Q    |
| 11   | 5        | 6      | Valentine Dumont         | Belgio              | 1'58"40 | Q    |
| 13   | 3        | 1      | Rebecca Smith            | Canada              | 1'59"00 | Q    |
| 14   | 5        | 1      | Daria Golovaty           | Israele             | 1'59"11 | Q    |
| 15   | 4        | 2      | Janja Šegel              | Slovenia            | 1'59"37 | Q    |
| 16   | 5        | 7      | Janna van Kooten         | Paesi Bassi         | 1'59"41 | Q    |
| 17   | 3        | 6      | Lucy Hope                | Gran Bretagna       | 1'59"56 |      |
| 18   | 3        | 7      | Giulia D'Innocenzo       | Italia              | 1'59"57 |      |
| 19   | 4        | 0      | Victoria Catterson       | Irlanda             | 1'59"75 |      |
| 20   | 4        | 1      | Francisca Soares Martins | Portogallo          | 2'00"10 |      |
| 21   | 3        | 2      | Nagisa Ikemoto           | Giappone            | 2'00"11 |      |
| 22   | 3        | 0      | Iris Julia Berger        | Austria             | 2'00"20 |      |
| 23   | 4        | 9      | Batbayaryn Enkhkhüslen   | Mongolia            | 2'00"22 |      |
| 24   | 4        | 7      | Anastasia Gorbenko       | Israele             | 2'00"25 |      |
| 25   | 2        | 3      | Maria Daza Garcia        | Spagna              | 2'00"42 |      |
| 26   | 5        | 8      | Hur Yeon-kyung           | Corea del Sud       | 2'00"78 |      |
| 27   | 3        | 8      | Elisbet Gámez            | Cuba                | 2'00"83 |      |
| 28   | 4        | 8      | Duné Coetzee             | Sudafrica           | 2'01"02 |      |
| 29   | 3        | 9      | Ela Naz Özdemir          | Turchia             | 2'01"51 |      |
| 30   | 5        | 9      | Maria Yegres             | Venezuela           | 2'01"96 |      |
| 31   | 5        | 0      | Aleksandra Polańska      | Polonia             | 2'02"10 |      |
| 32   | 2        | 5      | Sylvia Statkevičius      | Lituania            | 2'03"03 |      |
| 33   | 2        | 4      | Kamonchanok Kwanmuang    | Thailandia          | 2'03"22 |      |
| 34   | 2        | 1      | Beatriz Padrón           | Costa Rica          | 2'04"39 |      |
| 35   | 2        | 8      | Julimar Ávila            | Honduras            | 2'04"43 |      |
| 36   | 2        | 6      | Ashley Lim               | Singapore           | 2'05"05 |      |
| 37   | 2        | 0      | Harper Barrowman         | Isole Cayman        | 2'06"36 |      |
| 38   | 2        | 7      | Teia Salvino             | Filippine           | 2'08"02 |      |
| 39   | 1        | 4      | Hiruki de Silva          | Sri Lanka           | 2'10"00 |      |
| 40   | 2        | 2      | Dhinidhi Desinghu        | India               | 2'10"41 |      |
| 41   | 2        | 9      | Ani Poghosyan            | Armenia             | 2'10"55 |      |
| 42   | 1        | 5      | Jehanara Nabi            | Pakistan            | 2'10"59 |      |
| 43   | 1        | 0      | Lana Hijazi              | Libano              | 2'11"95 |      |
| 44   | 1        | 3      | Duana Lama               | Nepal               | 2'14"59 |      |
| 45   | 1        | 6      | Kaltra Meca              | Albania             | 2'15"95 |      |
| 46   | 1        | 9      | Sara Akasha              | Emirati Arabi Uniti | 2'17"90 |      |
| 47   | 1        | 2      | Mia Lee                  | Guam                | 2'18"01 |      |
| 48   | 1        | 8      | Mashael Al-Ayed          | Arabia Saudita      | 2'21"04 |      |
| 49   | 1        | 7      | Charissa Panuve          | Tonga               | 2'23"33 |      |
| 50   | 1        | 1      | Galyah Mikel             | Palau               | 2'37"22 |      |

### Semifinali
| Pos. | Batteria | Corsia | Atleta               | Nazionalità   | Tempo   | Note |
| ---- | -------- | ------ | -------------------- | ------------- | ------- | ---- |
| 1    | 1        | 4      | Erika Fairweather    | Nuova Zelanda | 1'55"75 | Q    |
| 2    | 1        | 5      | Siobhán Haughey      | Hong Kong     | 1'56"04 | Q    |
| 3    | 2        | 7      | Shayna Jack          | Australia     | 1'56"80 | Q    |
| 4    | 1        | 6      | Barbora Seemanová    | Rep. Ceca     | 1'57"00 | Q    |
| 5    | 2        | 2      | Brianna Throssell    | Australia     | 1'57"09 | Q    |
| 6    | 2        | 6      | Maria Fernanda Costa | Brasile       | 1'57"11 | Q    |
| 7    | 2        | 4      | Li Bingjie           | Cina          | 1'57"13 | WD   |
| 8    | 2        | 5      | Nikolett Pádár       | Ungheria      | 1'57"13 | Q    |
| 9    | 1        | 3      | Marrit Steenbergen   | Paesi Bassi   | 1'57"30 | WD   |
| 10   | 2        | 3      | Ai Yanhan            | Cina          | 1'57"33 | Q    |
| 11   | 2        | 1      | Rebecca Smith        | Canada        | 1'58"08 |      |
| 12   | 1        | 2      | Addison Sauickie     | Stati Uniti   | 1'58"51 |      |
| 13   | 1        | 7      | Valentine Dumont     | Belgio        | 1'58"57 |      |
| 14   | 1        | 1      | Daria Golovaty       | Israele       | 1'59"36 |      |
| 15   | 2        | 8      | Janja Šegel          | Slovenia      | 1'59"95 |      |
| 16   | 1        | 8      | Janna van Kooten     | Paesi Bassi   | 2'00"44 |      |

### Finale
| Pos. | Corsia | Atleta               | Nazionalità   | Tempo   | Note |
| ---- | ------ | -------------------- | ------------- | ------- | ---- |
|      | 5      | Siobhán Haughey      | Hong Kong     | 1'54"89 |      |
|      | 4      | Erika Fairweather    | Nuova Zelanda | 1'55"77 |      |
|      | 2      | Brianna Throssell    | Australia     | 1'56"00 |      |
| 4    | 6      | Barbora Seemanová    | Rep. Ceca     | 1'56"13 |      |
| 5    | 7      | Maria Fernanda Costa | Brasile       | 1'56"85 |      |
| 6    | 8      | Nikolett Pádár       | Ungheria      | 1'56"89 |      |
| 7    | 3      | Shayna Jack          | Australia     | 1'57"24 |      |
| 8    | 1      | Ai Yanhan            | Cina          | 1'57"53 |      |